# Kill Stone
Der Kill Stone ist ein Menhir (englisch Standing Stone). Er steht nahe der Sky Road, beim Weiler Kill (irisch An Chill), auf einer Schwemmlandebene am Ostende der Kingstown Bay, westlich von Clifden im County Galway in Irland. 
Der Granitstein gehört zu den 33 Menhiren in Connemara und ist etwa 1,6 Meter hoch und oben stark gerundet. Die Textur des Granits ist gut zu sehen.
In der Nähe stehen die D’Arcy Stones und der Menhir von Letterdeen.